# یلنا پرودونوا
یلنا پرودونوا (به انگلیسی: Yelena Produnova) ژیمناست زادهٔ ۱۵ فوریهٔ ۱۹۸۰ میلادی اهل کشور روسیه است.